# 朱仓乡
朱仓乡是中国山东省临沂市临沭县下辖的一个乡。

## 行政区划
朱仓乡下辖苍盛农村社区、湖子后村、东埠村、刘庄村、上石河村、英里村、关河村、前穆疃村、后穆疃村、姚官庄村、西朱仓东村、月庄村、东盘村、西盘村、丁庄村、凤阳村、水官新村、岔河村、东朱仓村、湖子前村、东石河村、圆岭洞村。